# هواپیمایی ارکیا

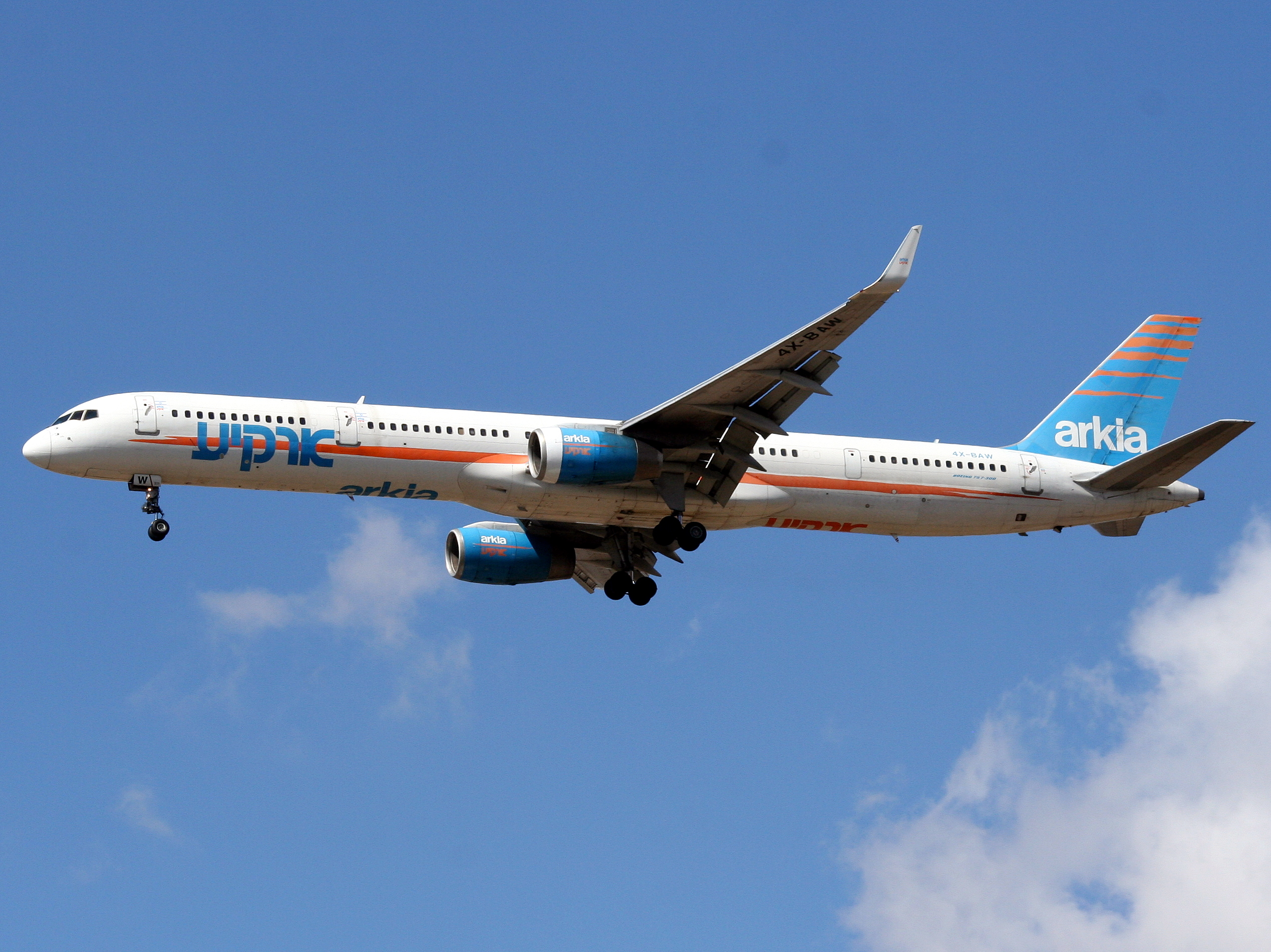
هواپیمای بوئینگ ۷۵۷ متعلق به هواپیمایی ارکیا

هواپیمایی ارکیا (به عبری: ארקיע) شرکت هواپیمایی اسرائیلی است، که در سال ۱۹۴۹ تأسیس شد و در حال حاضر روزانه به ۲۵ مقصد پروازهای مستقیم دارد و به‌عنوان دومین خطوط هواپیمایی اسرائیل شناخته می‌شود.
دفتر مرکزی شرکت هواپیمایی ارکیا در شهر تل‌آویو، اسرائیل قرار دارد و فرودگاه بین‌المللی بن گوریون، فرودگاه ایلات، فرودگاه اوودا و فرودگاه سد دوم، قطب‌های این شرکت هواپیمایی به‌شمار می‌آیند. این شرکت در حال حاضر در ناوگان هوایی خود، دارای ۸ فروند هواپیمای جت مسافربری می‌باشد